# Elecciones parlamentarias de Estonia de 1992
Las elecciones parlamentarias de Estonia de 1992 se celebraron junto con las elecciones presidenciales el 20 de septiembre de 1992, el primero tras recuperar la independencia de la Unión Soviética. Los 101 miembros recién elegidos del 7.º Riigikogu se reunieron en el castillo de Toompea en Tallin diez días después de las elecciones. Después de las elecciones, el Bloque de la Patria de cinco partidos liderado por Mart Laar formó un gobierno junto con el Partido de la Independencia Nacional de Estonia, un partido nacional conservador, y una alianza centrista de los Moderados. La participación electoral fue del 68%.

## Campaña
Se formaron varias alianzas antes de las elecciones:
| Alianza             | Miembros | Ideología                                                  |
| ------------------- | --- | ---------------------------------------------------------- |
| Bloque de la Patria | Partido Demócrata Cristiano, Partido Popular Conservador, Unión Demócrata Cristiana, Partido de la Coalición Republicana, Partido Liberal Democrático | Pro-reforma radical, Nacionalismo estonio, Conservadurismo |
| Ciudadano Estonio   | Partido de la República de Estonia, Sociedad de Estilo de Vida Saludable de Noarootsi                                                                 | Nacionalismo estonio                                       |
| Verdes              | Partido de los Verdes de Estonia, Movimiento Verde Estonio, Acción Forestal Juvenil Europea, Asociación Maardu Verde, Regimiento Verde                | Política verde                                             |
| Opción de Izquierda | Partido Laborista Democrático | Socialismo democrático                                     |
| Moderados           | Partido Socialdemócrata, Partido del Centro Rural Estoniio                                                                                            | Centrismo                                                  |
| Frente Popular      | Partido del Centro, Frente Popular, Asociación de los Nacionalistas Estonios, Unión de las Mujeres Estonias                                           | Pro-reforma moderada                                       |
| Hogar Seguro        | Partido de la Coalición, Unión Popular Rural | Centrismo, Liberalismo                                     |

## Conducta
Durante las elecciones se registraron varios problemas; Numerosas personas votaron en una cabina al mismo tiempo, mientras que otros votantes no mantuvieron sus votos en secreto, lo que provocó inconsistencias. Los funcionarios tampoco lograron estandarizar los materiales de votación y el recuento de votos. La existencia de un período de votación preliminar de dos semanas también generó preocupaciones entre los funcionarios sobre la seguridad de las papeletas.
El aspecto más difícil de las elecciones fue la cuestión de la ciudadanía y quién tenía derecho a votar. Para ser considerado ciudadano, las personas tenían que demostrar que ellos, sus padres o sus abuelos eran ciudadanos de la República de Estonia anterior a la Segunda Guerra Mundial. Esto fue extremadamente difícil, ya que muchas familias no tenían documentación de su ciudadanía. Los no ciudadanos tenían que haber vivido en Estonia durante dos años, haber pasado un examen y haber esperado un año más para poder ser considerados para la ciudadanía. Esto hizo que votar fuera casi imposible para algunas personas. Fuera de la capital, los funcionarios determinaron quién era o no ciudadano en un proceso que tomó entre 10 y 15 minutos, pero en Tallin el proceso fue más extenso ya que los funcionarios necesarios no estaban cerca de las cabinas de votación. Esto provocó vergüenza por parte de los funcionarios y frustración entre los votantes, muchos de los cuales nunca emitieron su voto debido a la molestia de demostrar la ciudadanía.
A pesar de estos problemas, las elecciones se llevaron a cabo en gran medida sin problemas y de manera cooperativa. Hubo preocupación por la minoría rusa dentro de Estonia ya que las tensiones eran altas debido a las nuevas definiciones de ciudadanía, pero se evitó la confrontación. Los embajadores que representan a la minoría rusa hicieron declaraciones y celebraron entrevistas para asegurar al público que estaban abiertos a la comunicación y que deseaban llegar a una solución mutuamente beneficiosa.

## Resultados
Partidos como el Frente Popular de Estonia y el Partido de la Independencia Nacional de Estonia habían logrado un gran éxito durante la Revolución del Canto e intentaron capitalizar este éxito durante las elecciones. A los partidos bien establecidos les fue mal, ya que no pudieron adaptarse y parecían conservadores en comparación con los partidos nuevos como "Ciudadano Estonio" y el Bloque de la Patria. Tras las elecciones, el Frente Popular se disolvió.
El frívolo Partido Realista Independiente de Estonia obtuvo sorprendentemente ocho escaños en el nuevo parlamento; un partido satírico que hizo campaña con la intención de establecer a Estonia como una monarquía, gastaron una corona en su campaña electoral.
Aunque los Verdes y el Partido de los Empresarios Estonios no cruzaron el umbral electoral, un candidato de cada partido recibió suficientes votos en su circunscripción para ser elegido mediante un mandato individual.
|                                    |                                                 |         |       |         |  |
| Partido                            | Partido                                         | Votos   | %     | Escaños |  |
|                                    | Bloque de la Patria                             | 100.828 | 22,00 | 29      |  |
|                                    | Hogar Seguro                                    | 62.329  | 13,60 | 17      |  |
|                                    | Frente Popular de Estonia                       | 56.124  | 12,25 | 15      |  |
|                                    | Moderados (ESDP–EMK)                            | 44.577  | 9,73  | 12      |  |
|                                    | Partido de la Independencia Nacional de Estonia | 40.260  | 8,79  | 10      |  |
|                                    | Partido Realista Independiente                  | 32.638  | 7,12  | 8       |  |
|                                    | Ciudadano Estonio                               | 31.553  | 6,89  | 8       |  |
|                                    | Unión Estonia de Pensionistas                   | 17.011  | 3,71  | 0       |  |
|                                    | Asamblea de Granjeros                           | 13.356  | 2,91  | 0       |  |
|                                    | Verdes                                          | 12.009  | 2,62  | 1       |  |
|                                    | Partido de los Empresarios Estonios             | 10.946  | 2,39  | 1       |  |
|                                    | Opción de Izquierda                             | 7.374   | 1,61  | 0       |  |
|                                    | Partido Nacional de los Ilegalmente Reprimidos  | 4.263   | 0,93  | 0       |  |
|                                    | Unión de Discapacitados                         | 2.262   | 0,49  | 0       |  |
|                                    | Merced                                          | 1.852   | 0,40  | 0       |  |
|                                    | Los Demócratas                                  | 744     | 0,16  | 0       |  |
|                                    | Partido de la Ley Natural                       | 368     | 0,08  | 0       |  |
|                                    | Independientes                                  | 19.753  | 4,31  | 0       |  |
|                                    |                                                 |         |       |         |  |
| Votos válidos                      | Votos válidos                                   | 458.247 | 97,99 | –       |  |
| Votos nulos/en blanco              | Votos nulos/en blanco                           | 9.381   | 2,02  | –       |  |
| Total                              | Total                                           | 467.628 | 100   | 101     |  |
| Votantes registrados/participación | Votantes registrados/participación              | 689.241 | 67,85 | –       |  |
| Fuente: Nohlen & Stöver            |                                                 |         |       |         |  |